# Voyage Autour du Monde
Voyage Autour du Monde (abreviado Voy. Monde, Phan.) es un libro ilustrado con descripciones botánicas que fue escrito por el médico, botánico y fitopaleontólogo francés Adolphe Theodore Brongniart. Se publicó en París en varias partes en los años 1829 - 1834 con el nombre de Voyage Autour de Monde, Execute par Ordre du Roi, sur la Corvette de Sa Majeste La Coquille..., Phanerogamie.

## Publicación
- Phan., parts 7-16; 7, Jul 1829; 8, Jan 1831; 9, Jun 1831; 10, Mar 1832; 11, Apr 1833; 12-14, Jan 1834; 15 [?]; 16 [?]